# Oliver Leese
Pour les articles homonymes, voir Leese.
Oliver William Hargreaves Leese (27 octobre 1894 - 22 janvier 1978) est un général britannique durant la Seconde Guerre mondiale.

## Biographie
Leese étudie au collège d'Eton quand la Première Guerre mondiale éclate, il s'enrôle dans les "Coldstream Guards". Il est blessé durant la bataille de la Somme en 1914. Il reste dans l'armée, une fois la guerre terminée.
En 1940, durant la Seconde Guerre mondiale, il commande la British 20th Independent Infantry Brigade (Guards) chargée de la défense de Boulogne pendant la bataille de France. Il est alors promu au grade de major-général et commande la "British 15th (Scottish) Division" en 1941 et la British Guards Armoured Division pendant sa formation et son entraînement. Plus tard dans l'année, il combat lors de la campagne d'Afrique du Nord contre l'Afrika Korps de Rommel. Après quoi, il devient major-général. 

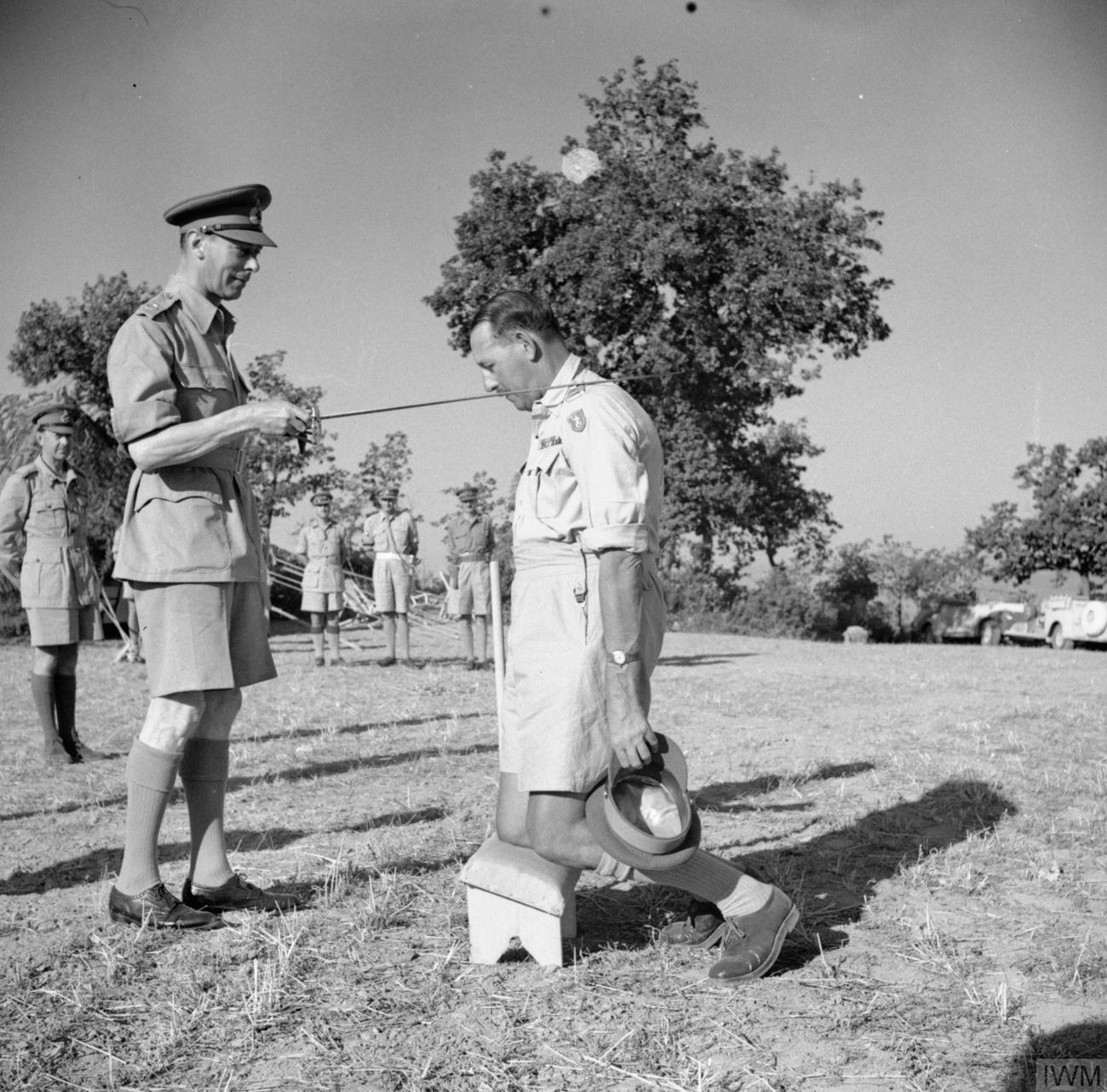
Leese recevant son titre de chevalier des mains du roi George VI.

Quand le général Bernard Montgomery quitte la 8e armée britannique en 1943 pour préparer la bataille de Normandie, Leese lui succède et conduit cette armée lors de la Bataille du Monte Cassino.
La fin de sa carrière dans le Sud-Est asiatique ne fut pas un grand succès. Il se retira de l'armée en 1946 et devient un horticulteur de renom.

## Référence
- Oliver Leese

- (en) Cet article est partiellement ou en totalité issu de l’article de Wikipédia en anglais intitulé « Oliver Leese » (voir la liste des auteurs).